# John Washington
John Washington (* 1633 in Purleigh, Essex, England; † 1677 in Westmoreland County, Colony of Virginia) war der englische Vorfahre und Urgroßvater von George Washington, dem ersten Präsidenten der Vereinigten Staaten von Amerika.
 Nach seiner Auswanderung in die englischen Kolonien in der Neuen Welt war er dort als Pflanzer und Politiker in Virginia tätig.

## Leben

### Zeit in England
John Washington wurde 1633 im englischen Dorf Purleigh in Essex als Sohn von Amphilis (geborene Twigden) und Lawrence Washington geboren.
Als Achtjähriger wurde er von seinem Vater in der Charterhouse School in London eingeschrieben, um ihn so auf seine vorgesehene akademische Karriere vorzubereiten. In den Wirren des Englischen Bürgerkrieges wurde Johns Vater Lawrence Washington (ein bekennender Royalist) von seinen früheren klerikalen Pflichten entbunden und stattdessen als anglikanischer Rektor in einem kleinen armen Parish (Pfarrgemeinde) in Essex eingesetzt. Während dieser Zeit wurde seinen Söhnen der Zugang zur University of Oxford verwehrt. John Washington kam gemeinsam mit seiner Mutter und seinen Geschwistern bei ihrem Verwandten Sir Edwin Sandys unter.
Dank der Beziehungen Sandys konnte John Washington später eine Lehre bei einem Londoner Händler beginnen, welcher ihm eine wertvolle Ausbildung für den kolonialen Handel verschaffen konnte.
1656 investierte Washington in ein Handelsschiff, das im Tabakhandel eingesetzt wurde. Er verließ von Tring aus seine alte Heimat und setzte ins englische Virginia in Amerika über. An Bord war John Washingtons Zweiter Offizier. 1657 strandete das Schiff an den Ufern des Potomac River in Virginia. Bei dieser Gelegenheit entschied sich Washington in der Kolonie bleiben zu wollen, auch später noch, als das Schiff bereits wieder repariert worden war.

### Wirken in Virginia
Während der ersten Zeit in Amerika blieb Washington im Hause von Nathaniel Pope, einem Plantagenbesitzer. Während seines Aufenthalts verliebte er sich in Anne, die Tochter seines Gastgebers. 1657 ließ sich John Washington in Bridges Creek nieder.
Nach seiner Heirat mit Anne Pope und deren Mitgift von 700 acres (2,8 km2) Land am Mattox Creek in Westmoreland County wurde er ein sehr erfolgreicher Pflanzer. Bei der Kultivierung und Produktion von Tabak und Küchenkräutern war Washington von Sklavenarbeit und Indentur abhängig. John Washington wurde später ins House of Burgesses, der ersten gesetzgebenden Versammlung der Volksvertreter der Kolonisten in Virginia, bzw. überhaupt in Nordamerika, berufen.
Während der Ereignisse der Bacon’s Rebellion 1676 wurde Washington zum Colonel der Miliz von Virginia ernannt. Während geplanter Verhandlungen mit der Gegenseite und einigen indianischen Stammesführern unterstützte er mit seinen Truppen eine Gruppe aus Maryland. Washingtons Miliz tötete sechs Stammesführer verschiedener Stämme, deren Angehörige sich für dieses Massaker noch in späteren Angriffen und Überfällen gegen die Kolonisten rächten. Zwar verurteilte Gouverneur William Berkeley Washington scharf für die Morde an den indianischen Häuptlingen, jedoch fanden diese großen Rückhalt in der kolonialen Bevölkerung.
John Washington starb 1677 auf seiner Plantage in Westmoreland County.

## Familie und Heirat
John Washington heiratete 1658 Anne Pope.
Sie hatten gemeinsam 3 Kinder:
- Lawrence Washington (1659–1698),
- John Washington II. (ca. 1661-1698)
- Anne Washington (ca. 1662-1697)

Nach dem Tod von Anne Pope heiratete Washington Anne Gerard (1622–1676). Nach deren Tod wiederum heiratete er in dritter Ehe Annes jüngere Schwester Frances Gerard (1628–1677).
John Washington und seine erste Frau Anne sind am ehemaligen Familiensitz im heutigen Colonial Beach, Virginia, begraben. Sein Grab ist das größte im Familiengrab der Washingtons.